# 大西洋 (電影)
《大西洋》（英語：Atlantics）是2019年法國導演瑪蒂·迪歐普的劇情長片。
2023年3月，本片在爛蕃茄發表「270部由21世紀女性執導的電影佳作」清單榜上有名。

## 角色
- Mame Bineta Sane 飾演 Ada
- Amadou Mbow 飾演 Issa
- Ibrahima Traoré 飾演 Souleiman
- Nicole Sougou 飾演 Dior
- Aminata Kane 飾演 Fanta
- Mariama Gassama 飾演 Mariama
- Coumba Dieng 飾演 Thérèse
- Ibrahima Mbaye 飾演 Moustapha
- Diankou Sembene 飾演 Mr Ndiaye
- Babacar Sylla 飾演 Omar
- Abdou Balde 飾演 Cheikh

## 外部連結
- 豆瓣电影上《大西洋》的資料 （简体中文）
- 開眼電影網上《大西洋》的資料（繁體中文）
- 互联网电影数据库（IMDb）上《大西洋》的资料（英文）
- 在Netflix上觀看《大西洋》